# مارتن بيرويانسكاي
مارتن بيرويانسكاي (بالإسبانية: Martín Piroyansky)‏ هو كاتب سيناريو وممثل أرجنتيني، ولد في 3 مارس 1986 في الأرجنتين.

## وصلات خارجية
- مارتن بيرويانسكاي على موقع IMDb (الإنجليزية)
- مارتن بيرويانسكاي على موقع ألو سيني (الفرنسية)
- مارتن بيرويانسكاي على موقع أول موفي (الإنجليزية)
- مارتن بيرويانسكاي على موقع قاعدة بيانات الفيلم (الإنجليزية)
- مارتن بيرويانسكاي على موقع كينوبويسك (الروسية)